# Deinanthe caerulea
Deinanthe caerulea är en hortensiaväxtart som beskrevs av Otto Stapf. Deinanthe caerulea ingår i släktet Deinanthe, och familjen hortensiaväxter. Inga underarter finns listade i Catalogue of Life.

## Bildgalleri

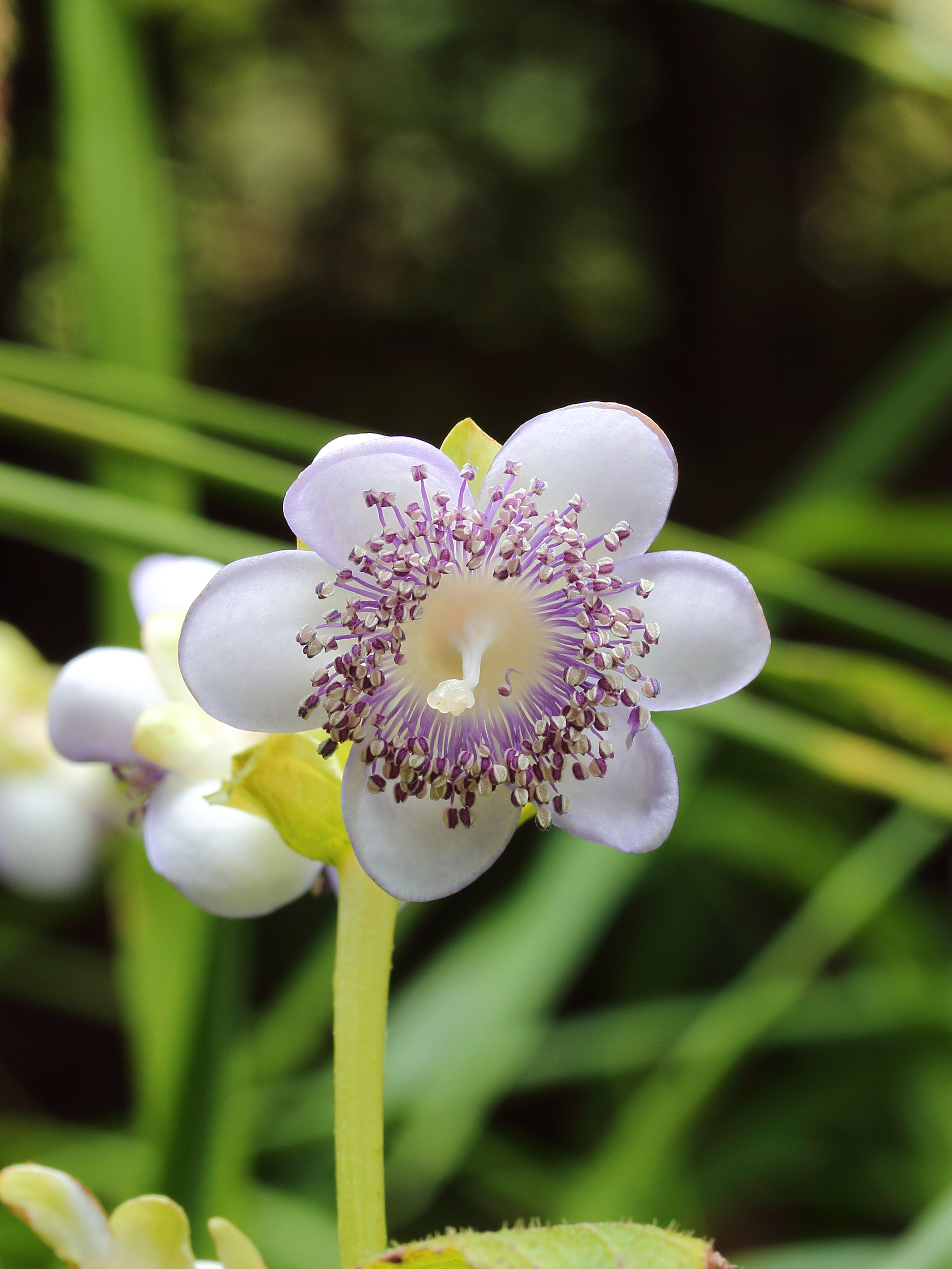
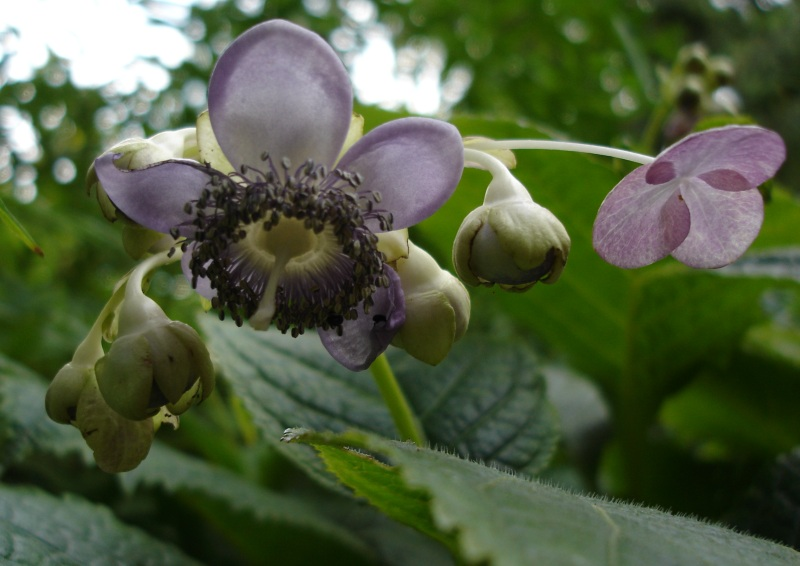
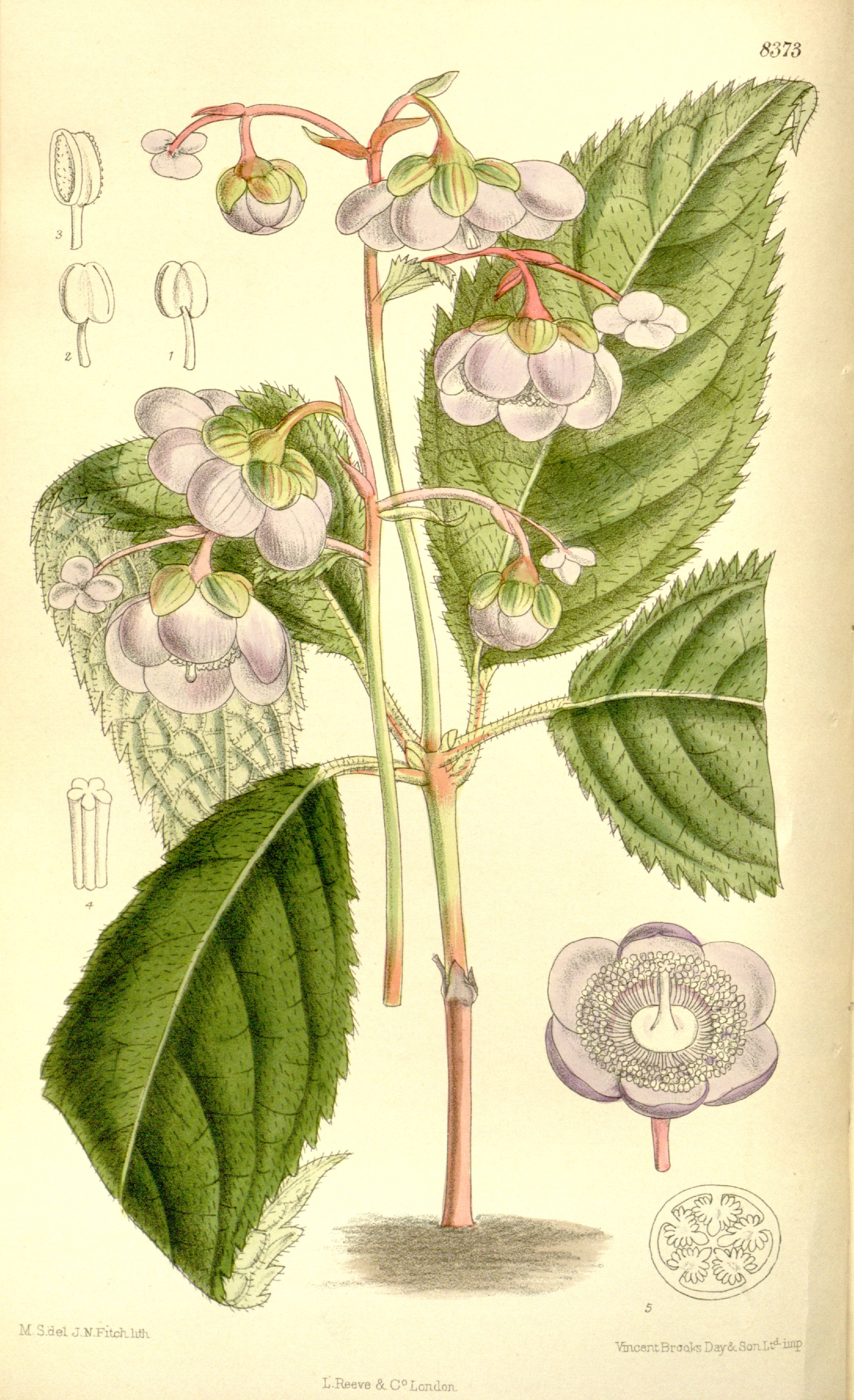